# Toni Bürgler (Skirennfahrer)
Toni Bürgler (* 17. August 1957 in Rickenbach) ist ein ehemaliger Schweizer alpiner Skirennfahrer.
Seine internationalen Erfolge feierte Bürgler ausschliesslich in der Abfahrt. So gewann er in seiner Laufbahn zwei Weltcup-Rennen, darunter als seinen wichtigsten Sieg das Lauberhornrennen 1981 in Wengen. Zwei Jahre zuvor hatte er am 14. Januar 1979 als «Aussenseiter» (er trug die Startnummer 21) in Crans-Montana gesiegt.
Weil er gegen die neu eingeführte Regel verstiess, wonach Rennfahrer erst nach einer eigens markierten roten Linie hinter dem Ziel die Ski abschnallen dürfen, wurde er am 19. Dezember 1982 in Gröden nach der dortigen Weltcup-Abfahrt, in der auf dem 12. Rang lag, disqualifiziert.
Sein jüngerer Bruder Thomas feierte dagegen Erfolge in den anderen Disziplinen.
Bürgler kam 19 Mal unter die Top 10. Bei den Weltmeisterschaften 1982 in Schladming belegte er den achten Platz. Sein Sohn Dario Bürgler ist Eishockeyprofi.